# Beaumont-en-Verdunois
Beaumont-en-Verdunois är en kommun i departementet Meuse i regionen Grand Est (tidigare regionen Lorraine) i nordöstra Frankrike. Kommunen ligger i kantonen Charny-sur-Meuse som tillhör arrondissementet Verdun. Kommunen lades i ruiner vid slaget vid Verdun under första världskriget och återuppbyggdes aldrig. År 2022 hade Beaumont-en-Verdunois 0 invånare.

## Befolkningsutveckling
Antalet invånare i kommunen Beaumont-en-Verdunois
| Referens: INSEE |